# Liste der Baudenkmale in Schipkau
In der Liste der Baudenkmale in Schipkau sind alle denkmalgeschützten Gebäude der brandenburgischen Gemeinde Schipkau und ihrer Ortsteile aufgelistet. Grundlage ist die Veröffentlichung der Landesdenkmalliste mit dem Stand vom 31. Dezember 2020.

## Baudenkmale in den Ortsteilen
In den Spalten befinden sich folgende Informationen:
- ID-Nr.: Die Nummer wird vom Brandenburgischen Landesamt für Denkmalpflege vergeben. Ein Link hinter der Nummer führt zum Eintrag über das Denkmal in der Denkmaldatenbank. In dieser Spalte kann sich zusätzlich das Wort Wikidata befinden, der entsprechende Link führt zu Angaben zu diesem Denkmal bei Wikidata.
- Lage: die Adresse des Denkmales und die geographischen Koordinaten. Link zu einem Kartenansichtstool, um Koordinaten zu setzen. In der Kartenansicht sind Denkmale ohne Koordinaten mit einem roten beziehungsweise orangen Marker dargestellt und können in der Karte gesetzt werden. Denkmale ohne Bild sind mit einem blauen bzw. roten Marker gekennzeichnet, Denkmale mit Bild mit einem grünen beziehungsweise orangen Marker.
- Bezeichnung: Bezeichnung in den offiziellen Listen des Brandenburgischen Landesamtes für Denkmalpflege. Ein Link hinter der Bezeichnung führt zum Wikipedia-Artikel über das Denkmal.
- Beschreibung: die Beschreibung des Denkmales
- Bild: ein Bild des Denkmales und gegebenenfalls einen Link zu weiteren Fotos des Baudenkmals im Medienarchiv Wikimedia Commons

### Annahütte
| ID-Nr.            | Lage | Bezeichnung                                                                    | Beschreibung | Bild                  |
| ----------------- | --- | ------------------------------------------------------------------------------ | --- | --------------------- |
| 09120009 Wikidata | Bahnhofstraße (Lage) | Henrietten-Kirche mit vorplatzartiger Terrasse und gusseiserner Straßenlaterne | Bei der Kirche handelt es sich um einen neogotischen Backsteinbau aus dem Jahre 1905. Nachdem die Kirche zu DDR-Zeiten dem voranschreitenden Tagebau Klettwitz-Nord zum Opfer fallen sollte und sie deshalb zur Wende verfallen war, wurde sie zwischen 1992 und 1993 saniert. | weitere Bilder        |
| 09120255 Wikidata | Bahnhofstraße 10-12, Karl-Liebknecht-Straße 1-21, Lindenstraße 1-50, 52-64 (gerade) (Lage)                                                                                     | Bergarbeitersiedlung (Reihensiedlung)                                          | Die Bergarbeitersiedlung entstand zwischen 1890 und 1900 und sollte zu DDR-Zeiten dem voranschreitenden Tagebau Klettwitz-Nord zum Opfer fallen. Bei den Gebäuden handelt es sich zum großen Teil um ein- oder zweigeschossige Ziegelbauten mit Satteldach.                    | weitere Bilder        |
| 09120010 Wikidata | Parkstraße 1/2, 3/4, 5/6, 7/8, Glashüttenstraße 1/2, 3/4, 5/6, Schubertstraße 1/2, 3/4, 5/6, 7/8, 9/10, 11/12, Schillerstraße 1/2, 3/4, 5/6, Goethestraße 1/2, 3/4, 5/6 (Lage) | Glasarbeitersiedlung                                                           | Die Glasarbeitersiedlung entstand zwischen 1887 und 1897 und sollte zu DDR-Zeiten dem voranschreitenden Tagebau Klettwitz-Nord zum Opfer fallen. | weitere Bilder        |
| 09120011 Wikidata | Parkstraße 9 (Lage) | Menage (Werksgasthof)                                                          | Der einstige Werksgasthof in der Parkstraße entstand im Jahre 1888. | Menage (Werksgasthof) |

### Hörlitz
| ID-Nr.            | Lage   | Bezeichnung | Beschreibung                                                                              | Bild |
| ----------------- | ------ | --- | ----------------------------------------------------------------------------------------- | --- |
| 09120344 Wikidata | (Lage) | Portal des Stollenmundlochs der Grube Meuro-Stolln mit dem erhaltenen Schachtabschnitt, auf dem Betriebsgelände der Brikettfabrik Meuro-Stolln | Das Portal des Stollenmundlochs der Grube Meuro-Stolln entstand im Jahr 1872.             | Portal des Stollenmundlochs der Grube Meuro-Stolln mit dem erhaltenen Schachtabschnitt, auf dem Betriebsgelände der Brikettfabrik Meuro-Stolln |
| 09120267 Wikidata | (Lage) | Katholische St.-Barbara-Kirche | Der massive Ziegelbau der Kirche wird auf das Jahr 1931 datiert.                          | Katholische St.-Barbara-Kirche |
| 09120266 Wikidata | (Lage) | Heilandskirche | Der Klinkerbau entstand 1927–1929 nach einem Entwurf des Architekten Heinrich Otto Vogel. | weitere Bilder |

### Klettwitz
| ID-Nr.            | Lage                                      | Bezeichnung                                                                                 | Beschreibung | Bild                                                         |
| ----------------- | ----------------------------------------- | ------------------------------------------------------------------------------------------- | --- | ------------------------------------------------------------ |
| 09120269 Wikidata | (Lage)                                    | Dorfkirche und Kirchhof mit Einfriedung, Kriegerdenkmal und Grabmal für die Eheleute Krüger | Die evangelische Kirche ist im Stil der Spätgotik erbaut worden. Im Jahre 1774 wurden die Fenster umgebaut. 1906 wurde die Kirche zur Kreuzform erweitert. Im Inneren befindet sich ein Schnitzaltar aus der zweiten Hälfte des 15. Jahrhunderts. | weitere Bilder                                               |
| 09120167 Wikidata | Klettwitz (Lage)                          | Schachtanlage Tagebau Klettwitz, Entwässerung, Turm mit Fördermaschinenhaus                 | Die Schachtanlage entstand von 1964 bis 1966 und sollte im Vorfeld des Tagebaus der Entwässung des Deckgebirges dienen. | weitere Bilder                                               |
| 09120390 Wikidata | Karl-Marx-Straße 16 (Lage)                | Katholische Kirche Herz Jesu mit Nebengebäude                                               | Der massive Klinkerbau mit Walmdach entstand in den Jahren 1908 und 1909. | weitere Bilder                                               |
| 09120362 Wikidata | Krankenhausstraße / Am Krankenhaus (Lage) | Krankenhaus mit Haupthaus, Nebengebäuden und Park                                           | Das Krankenhaus entstand im Jahre 1899. Zwischen 1909 und 1936 erfolgten Erweiterungen des Gebäudeensembles. | weitere Bilder                                               |
| 09120437 Wikidata | Senftenberger Straße 3 (Lage)             | Wohnhaus                                                                                    | Der massive Ziegelbau entstand in den Jahren 1901 und 1902. | Wohnhaus                                                     |
| 09120446 Wikidata | Senftenberger Straße 5 (Lage)             | Villa mit zwei Nebengebäuden, Einfriedung und Hofpflasterung                                | Der massive Ziegel- und Klinkerbau mit Krüppelwalmdach entstand im Jahre 1903. | Villa mit zwei Nebengebäuden, Einfriedung und Hofpflasterung |
| 09120384 Wikidata | Senftenberger Straße 7 (Lage)             | Pfarrhaus mit Nebengebäude                                                                  | Der massive Ziegelbau mit Walmdach entstand im Jahre 1937. | Pfarrhaus mit Nebengebäude                                   |
| 09120449 Wikidata | Senftenberger Straße 8 (Lage)             | Schule mit Nebengebäude                                                                     | Der massive Ziegel- und Klinkerbau mit Satteldach entstand im Jahre 1897. | Schule mit Nebengebäude                                      |

### Meuro
| ID-Nr.            | Lage   | Bezeichnung                                             | Beschreibung | Bild           |
| ----------------- | ------ | ------------------------------------------------------- | --- | -------------- |
| 09120848 Wikidata | (Lage) | Schaufelradbagger SRs 1500 mit Rücklader (Verladegerät) | Der Schaufelradbagger SRs 1500 mit Rücklader (Verladegerät) wurde 1964/1965 vom VEB Schwermaschinenbau Lauchhammer hergestellt. Er befindet sich am südlichen Rand des ehemaligen Tagebaus Meuro, nördlich der Ortslage Hörlitz. | weitere Bilder |

### Schipkau
| ID-Nr.            | Lage                                        | Bezeichnung                     | Beschreibung                                                     | Bild                            |
| ----------------- | ------------------------------------------- | ------------------------------- | ---------------------------------------------------------------- | ------------------------------- |
| 09120173 Wikidata | (Lage)                                      | Postbrücke, an der Krügersmühle | Die Entstehung der Brücke wird auf die Zeit um 1860 datiert.     | Postbrücke, an der Krügersmühle |
| 09120172 Wikidata | An der Poststraße / Ruhlander Straße (Lage) | Steinerner Wegweiser            | Es handelt sich hier um einen historischen Wegweiser aus Granit. | Steinerner Wegweiser            |